# Alepocephalus asperifrons
Alepocephalus asperifrons är en fiskart som beskrevs av Garman, 1899. Alepocephalus asperifrons ingår i släktet Alepocephalus och familjen Alepocephalidae. Inga underarter finns listade i Catalogue of Life.